# Гумоколініт
Гумоколініт (рос. гумоколлинит, англ. humocollinite, нім. Humocollinit m) — мацерали бурого вугілля групи гумініту. Являє собою безструктурну масу гумінітового матеріалу. Відповідає вітроколініту кам'яного вугілля.